# Marco II Khouzam
Markos Khouzam (Akhmim, 16 marzo 1888 – Il Cairo, 2 febbraio 1958) è stato un patriarca cattolico egiziano, patriarca di Alessandria dei Copti (cioè primate della Chiesa cattolica copta) con il nome di Marco II.

## Biografia
Nato nel 1888 ad Akhmim, città del governatorato di Sohag, compì i suoi studi al Cairo e venne ordinato sacerdote il 30 aprile 1911. Il 10 agosto 1926 fu nominato eparca di Luxor; ricevette la consacrazione episcopale il 30 novembre successivo per le mani di Andrea Cassulo, delegato apostolico in Egitto.
Il 30 dicembre 1927 fu nominato amministratore apostolico del patriarcato di Alessandria dei Copti, incarico che mantenne per vent'anni, fino a quando il 10 agosto 1947 fu nominato patriarca della Chiesa cattolica copta. Venne intronizzato il 7 marzo 1948.
Morì il 2 febbraio 1958; gli succedette Stephanos I Sidarouss.

## Genealogia episcopale e successione apostolica
La genealogia episcopale è:
- Cardinale Scipione Rebiba
- Cardinale Giulio Antonio Santori
- Cardinale Girolamo Bernerio, O.P.
- Arcivescovo Galeazzo Sanvitale
- Cardinale Ludovico Ludovisi
- Cardinale Luigi Caetani
- Cardinale Ulderico Carpegna
- Cardinale Paluzzo Paluzzi Altieri degli Albertoni
- Papa Benedetto XIII
- Papa Benedetto XIV
- Papa Clemente XIII
- Cardinale Marcantonio Colonna
- Cardinale Giacinto Sigismondo Gerdil
- Cardinale Giulio Maria della Somaglia
- Cardinale Carlo Odescalchi, S.I.
- Cardinale Costantino Patrizi Naro
- Cardinale Lucido Maria Parocchi
- Cardinale Alfonso Maria Mistrangelo, Sch.P.
- Arcivescovo Andrea Cassulo
- Patriarca Marco II Khouzam

La successione apostolica è:
- Vescovo Georges Baraka (1938)
- Vescovo Alexandros Scandar (1947)
- Cardinale Stefano I Sidarouss, C.M. (1948)
- Arcivescovo Isaac Ghattas (1949)
- Arcivescovo Paul Nousseir (1950)
- Vescovo Youhanna Nueir, O.F.M. (1956)